# Список Героев Советского Союза (Кабардино-Балкария)
Список Героев Советского Союза из Кабардино-Балкарии.

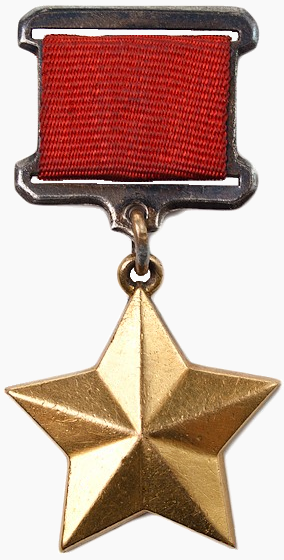
Медаль «Золотая Звезда» — вручалась Героям Советского Союза

| №  | Фамилия, Имя Отчество            | Год рождения | Дата награждения |
| -- | -------------------------------- | ------------ | ---------------- |
| 1  | Агеев, Филипп Павлович           | 1910         | 22 февраля 1944  |
| 2  | Атаманчук, Григорий Климентьевич | 1922         | 17 октября 1943  |
| 3  | Байсултанов, Алим Юсуфович       | 1918         | 23 октября 1942  |
| 4  | Воровченко, Григорий Данилович   | 1911         | 22 февраля 1944  |
| 5  | Диденко, Николай Матвеевич       | 1921         | 5 ноября 1944    |
| 6  | Емельяненко, Анатолий Дмитриевич | 1918         | 22 января 1944   |
| 7  | Иванов, Хасан Талибович          | 1918         | 10 апреля 1945   |
| 8  | Иллазаров, Исай Иллазарович      | 1920         | 24 марта 1945    |
| 9  | Калюжный, Николай Гаврилович     | 1919         | 3 июня 1944      |
| 10 | Канкошев, Ахмет-Хан Талович      | 1914         | 2 сентября 1943  |
| 11 | Карданов, Кобард Локманович      | 1920         | 5 мая 1990 года  |
| 12 | Карданов, Кубати Локманович      | 1917         | 24 августа 1943  |
| 13 | Конукоев, Назир Титуевич         | 1916         | 6 мая 1965       |
| 14 | Кузнецов, Василий Григорьевич    | 1916         | 27 августа 1943  |
| 15 | Кузнецов, Георгий Андреевич      | 1923         | 6 марта 1945     |
| 16 | Левченко, Василий Сидорович      | 1912         | 23 октября 1943  |
| 17 | Масаев, Аслангери Яхьяевич       | 1920         | 27 февраля 1945  |
| 18 | Машкауцан, Шабса Менделевич      | 1924         | 27 июня 1945     |
| 19 | Михайленко, Василий Терентьевич  | 1907         | 13 сентября 1944 |
| 20 | Оганьянц, Грант Аракелович       | 1918         | 24 марта 1945    |
| 21 | Рогачёв, Михаил Кириллович       | 1909         | 28 апреля 1945   |
| 22 | Стеблинский, Сергей Васильевич   | 1919         | 22 февраля 1944  |
| 23 | Тамбиев, Владимир Григорьевич    | 1914         | 22 февраля 1944  |
| 24 | Уммаев, Мухажир Магометгериевич  | 1922         | 5 мая 1990       |
| 25 | Ушанев, Сергей Михайлович        | 1922         | 10 апреля 1945   |
| 26 | Яхогоев, Михаил Ардашукович      | 1919         | 16 октября 1943  |